# Esteban Carvajal
Esteban Andrés Carvajal Tapia (Catemu, Región de Valparaíso, 17 de noviembre de 1988) es un futbolista chileno que juega de mediocampista y su equipo actual es Santiago City de la Segunda División Profesional de Chile.

## Trayectoria
Comenzó jugando de manera amateur en Catemu para luego tener un interrumpido paso por las divisiones inferiores de Unión San Felipe llegando a debutar de manera oficial durante el 2007 llegando a ser uno de los pilares fundamentales en las siguientes campañas donde obtendría el ascenso de su equipo, la obtención de la Copa Chile 2009 y una participación en la Copa Sudamericana 2010, incluyendo además la nominación al Balón de Oro de la ANFP como mejor volante por derecha durante el 2010. Lo anteriormente mencionado significó que fuera transferido junto a su compañero de aquel entonces, Cristián Suárez, al Olhanense de Portugal, donde firmó un contrato por un año y medio.
Su paso por la Primeira Liga no sería lo esperado por lo cual solo permancería un semestre ahí regresando a su país para jugar por O'Higgins donde se reencontraría con su técnico en el aconcagua, Ivo Basay. Con los rancagüinos estaría solo un torneo para regresar a Unión San Felipe quienes eran dueños de su pase.
En su segundo paso por Unión San Felipe le tocaría jugar por el conjunto "B" que por ese entonces competía en la Segunda División Profesional y viviría el descenso a la Primera B del primer equipo lo que significaría partir a préstamo a Palestino donde al llegar tendría una lesión que lo dejaría fuera de las canchas por siete meses. Ya recuperado se convertiría en una de las figuras de los árabes en torneos nacionales e internacionales llegando a ser peleado por los dos clubes más poderosos de su país, Colo-Colo y la Universidad de Chile, quedándose en el cuadro de colonia.
A mediados de 2017 después de casi cinco años en Palestino ficharía en Santiago Wanderers a pedido del técnico Nicolás Córdova quien ya lo dirigiera en los árabes siendo titular indiscutido con los porteños en el torneo nacional y en la Copa Chile 2017 que ganarían los caturros.

## Selección nacional
Fue parte de la Selección de fútbol de Chile a nivel sub-22 en el Torneo Esperanzas de Toulon de 2010 donde sería alternativa recurrente de su equipo que finalizaría cuarto. 
Ya en 2015 sería la "sorpresa" en una nómina para las Clasificatorias 2018, siendo suplente en los partidos frente a Brasil y Perú.

## Estadísticas

### Clubes
| Club                       | Div.          | Temporada     | Liga  | Liga  | Copas nacionales | Copas nacionales | Torneos internacionales | Torneos internacionales | Total | Total |
| Club                       | Div.          | Temporada     | Part. | Goles | Part.            | Goles            | Part.                   | Goles                   | Part. | Goles |
| -------------------------- | ------------- | ------------- | ----- | ----- | ---------------- | ---------------- | ----------------------- | ----------------------- | ----- | ----- |
| Unión San Felipe · Chile   | 2ª            | 2008          | 13    | 0     | 1                | 0                | —                       | —                       | 14    | 0     |
| Unión San Felipe · Chile   | 2ª            | 2009          | 35    | 3     | 6                | 0                | —                       | —                       | 41    | 3     |
| Unión San Felipe · Chile   | 1ª            | 2010          | 33    | 1     | 1                | 0                | 4                       | 0                       | 38    | 1     |
| Olhanense Portugal         | 1ª            | 2010-11       | 2     | 0     | —                | —                | —                       | —                       | 2     | 0     |
| O'Higgins · Chile          | 1ª            | 2011          | 14    | 0     | —                | —                | —                       | —                       | 14    | 0     |
| O'Higgins · Chile          | Total club    | Total club    | 14    | 0     | 0                | 0                | 0                       | 0                       | 14    | 0     |
| Unión San Felipe · Chile   | 1ª            | 2012          | 30    | 0     | 2                | 1                | —                       | —                       | 32    | 1     |
| Unión San Felipe B · Chile | 3ª            | 2012          | 2     | 0     | —                | —                | —                       | —                       | 2     | 0     |
| Unión San Felipe B · Chile | Total club    | Total club    | 2     | 0     | 0                | 0                | 0                       | 0                       | 2     | 0     |
| Palestino · Chile          | 1ª            | 2013          | 2     | 0     | —                | —                | —                       | —                       | 2     | 0     |
| Palestino · Chile          | 1ª            | 2013-14       | 24    | 3     | 1                | 0                | —                       | —                       | 25    | 3     |
| Unión San Felipe · Chile   | 2ª            | 2014-15       | —     | —     | 2                | 0                | —                       | —                       | 2     | 0     |
| Unión San Felipe · Chile   | Total club    | Total club    | 111   | 4     | 12               | 1                | 4                       | 0                       | 127   | 5     |
| Palestino · Chile          | 1ª            | 2014-15       | 30    | 0     | 7                | 0                | 7                       | 0                       | 44    | 0     |
| Palestino · Chile          | 1ª            | 2015-16       | 30    | 0     | 3                | 0                | —                       | —                       | 33    | 0     |
| Palestino · Chile          | 1ª            | 2016-17       | 27    | 0     | 4                | 0                | 10                      | 0                       | 41    | 0     |
| Santiago Wanderers · Chile | 1ª            | 2017          | 16    | 0     | 9                | 0                | —                       | —                       | 25    | 0     |
| Santiago Wanderers · Chile | Total club    | Total club    | 16    | 0     | 9                | 0                | 0                       | 0                       | 25    | 0     |
| Deportes Iquique · Chile   | 1ª            | 2018          | 24    | 0     | 2                | 0                | —                       | —                       | 26    | 0     |
| Deportes Iquique · Chile   | Total club    | Total club    | 24    | 0     | 2                | 0                | 0                       | 0                       | 26    | 0     |
| Atlas · México             | 1ª            | 2018          | 6     | 0     | 1                | 0                | —                       | —                       | 7     | 0     |
| Atlas · México             | Total club    | Total club    | 6     | 0     | 1                | 0                | 0                       | 0                       | 7     | 0     |
| Coquimbo Unido · Chile     | 1ª            | 2019          | 7     | 0     | 0                | 0                | —                       | —                       | 7     | 0     |
| Coquimbo Unido · Chile     | Total club    | Total club    | 7     | 0     | 0                | 0                | 0                       | 0                       | 7     | 0     |
| Palestino · Chile          | 1ª            | 2020          | 13    | 0     | —                | —                | 1                       | 0                       | 14    | 0     |
| Palestino · Chile          | Total club    | Total club    | 126   | 3     | 15               | 0                | 18                      | 0                       | 159   | 3     |
| Total carrera              | Total carrera | Total carrera | 308   | 7     | 39               | 1                | 22                      | 0                       | 369   | 8     |
| 1. 2. 3.                   |               |               |       |       |                  |                  |                         |                         |       |       |

### Resumen estadístico
| Competición                  | Partidos | Goles |
| ---------------------------- | -------- | ----- |
| Primera División             | 202      | 7     |
| Primera B                    | --       | --    |
| Segunda División Profesional | 2        | 0     |
| Copa Chile                   | 36       | 1     |
| Primeira Liga                | 2        | 0     |
| Copa Sudamericana            | 14       | 0     |
| Copa Libertadores            | 7        | 0     |
| Total                        | --       | --    |

## Palmarés

### Títulos nacionales
| Título     | Club               | País  | Año    |
| ---------- | ------------------ | ----- | ------ |
| Primera B  | Unión San Felipe   | Chile | 2009-A |
| Primera B  | Unión San Felipe   | Chile | 2009   |
| Copa Chile | Unión San Felipe   | Chile | 2009   |
| Copa Chile | Santiago Wanderers | Chile | 2017   |

### Distinciones individuales
| Distinción                 | Año  |
| -------------------------- | ---- |
| Medalla Cruce de Los Andes | 2017 |